# 札巴迥乃
札巴迥乃（藏語：གྲགས་པ་འབྱུང་གནས，威利转写：grags pa 'byung gnas；1414年—1445年），《明史》上作吉剌思巴永耐坚藏巴藏卜，西藏歷史上帕木竹巴的第六代第悉，明代藏传佛教帕竹噶举派人物，藏族。
他的祖父释迦仁钦是释迦坚赞的弟弟，伯父札巴坚赞为第五代第悉。札巴坚赞兄弟六人只有札巴迥乃的父亲桑結堅贊娶妻生子。札巴迥乃幼年在泽当寺学佛。1432年，札巴坚赞死后，关于第悉人选在其父子之间有争议，诺布桑波请札巴迥乃的五伯父京俄索南坚赞决断，京俄索南坚赞请札巴迥乃继位。1434年京俄索南坚赞去世，桑結堅贊计划夺得第悉之位，虽然没有成功，但是造成乌斯藏的动乱。直到1443年，父子二人才和解。正统五年（1440年），明英宗封他为阐化王。札巴迥乃还俗娶妻生子，破坏了绛曲坚赞以来帕木竹巴第悉由僧人担任的传统。之后，帕木竹巴第悉开始父子世袭。1445年，札巴迥乃去世。他的弟弟貢噶勒巴、儿子阿格旺布相继继位。